# National Women’s Basketball League
| National Women’s Basketball League |                    |
|                                    |                    |
| Sportart                           | Basketball         |
| Gründung                           | 1997               |
| Auflösung                          | 2007               |
| erste Saison                       | 1997               |
| Land                               | Vereinigte Staaten |
| letzter Meister                    | Colorado Chill     |
| letzte Saison                      | 2006               |
| Internetseite                      | NWBL.com           |

Die National Women’s Basketball League (NWBL) war die von 1997 bis 2007 bestehende Damen-Basketball-Liga in den Vereinigten Staaten.
Die NWBL wurde im Schatten der beiden Profiligen Women’s National Basketball Association und American Basketball League 1997 gegründet. Im Gegensatz zu den beiden anderen Ligen war die NWBL zunächst nur eine reine Amateurliga. 2001 wurde aber aus der NWBL eine Profiliga und die Liga wurde in NWBL Pro League umbenannt. Die reguläre Saison wurde dann während der Saisonpause der WNBA ausgetragen, dadurch spielten auch einige Profis aus der WNBA in der NWBL.

## NWBL Pro League Mannschaften
- Atlanta Justice
- Birmingham Power
- Chicago Blaze
- Colorado Chill
- Dallas Fury
- Grand Rapids Blizzard
- Houston Stealth
- Iowa Cornettes
- Kansas City Legacy
- Lubbock Hawks
- Mobile Majesty
- San Diego Siege
- San Francisco Legacy
- San Jose Spiders
- Springfield Spirit
- Tennessee Fury

## Meister der NWBL
| Saison | Meister         | Vizemeister      | Ergebnis |
| ------ | --------------- | ---------------- | -------- |
| 2001   | Atlanta Justice | Birmingham Power | 90-75    |
| 2002   | Houston Stealth | Chicago Blaze    | 68-59    |
| 2003   | Houston Stealth | Tennessee Fury   | 95-76    |
| 2004   | Dallas Fury     | Colorado Chill   | 73-69    |
| 2005   | Colorado Chill  | Dallas Fury      | 77-70    |
| 2006   | Colorado Chill  | San Diego Siege  | 78-71    |